# Belloy-en-France
Belloy-en-France és un municipi francès, situat al departament de Val-d'Oise i a la regió de Illa de França. L'any 2007 tenia 1.819 habitants.
Forma part del cantó de Fosses, del districte de Sarcelles i de la Comunitat de comunes Carnelle Pays-de-France.

## Demografia

### Població
El 2007 la població de fet de Belloy-en-France era de 1.819 persones. Hi havia 660 famílies, de les quals 132 eren unipersonals (48 homes vivint sols i 84 dones vivint soles), 180 parelles sense fills, 308 parelles amb fills i 40 famílies monoparentals amb fills.
La població ha evolucionat segons el següent gràfic:
Habitants censats

### Habitatges
El 2007 hi havia 723 habitatges, 672 eren l'habitatge principal de la família, 7 eren segones residències i 44 estaven desocupats. 666 eren cases i 55 eren apartaments. Dels 672 habitatges principals, 583 estaven ocupats pels seus propietaris, 72 estaven llogats i ocupats pels llogaters i 17 estaven cedits a títol gratuït; 10 tenien una cambra, 26 en tenien dues, 113 en tenien tres, 181 en tenien quatre i 342 en tenien cinc o més. 524 habitatges disposaven pel capbaix d'una plaça de pàrquing. A 262 habitatges hi havia un automòbil i a 347 n'hi havia dos o més.

### Piràmide de població
La piràmide de població per edats i sexe el 2009 era:
| Homes | Edats   | Dones |
| ----- | ------- | ----- |
| 0     | 95 o +  | 0     |
| 0     | 90 a 94 | 4     |
| 0     | 85 a 89 | 20    |
| 4     | 80 a 84 | 12    |
| 24    | 75 a 79 | 20    |
| 24    | 70 a 74 | 16    |
| 20    | 65 a 69 | 56    |
| 32    | 60 a 64 | 32    |
| 72    | 55 a 59 | 68    |
| 60    | 50 a 54 | 108   |
| 68    | 45 a 49 | 44    |
| 60    | 40 a 44 | 48    |
| 68    | 35 a 39 | 64    |
| 36    | 30 a 34 | 68    |
| 72    | 25 a 29 | 20    |
| 52    | 20 a 24 | 20    |
| 36    | 15 a 19 | 40    |
| 52    | 10 a 14 | 40    |
| 56    | 5 a 9   | 32    |
| 44    | 0 a 4   | 44    |

## Economia
El 2007 la població en edat de treballar era de 1.207 persones, 970 eren actives i 237 eren inactives. De les 970 persones actives 920 estaven ocupades (482 homes i 438 dones) i 50 estaven aturades (28 homes i 22 dones). De les 237 persones inactives 77 estaven jubilades, 88 estaven estudiant i 72 estaven classificades com a «altres inactius».

### Ingressos
El 2009 a Belloy-en-France hi havia 678 unitats fiscals que integraven 1.861 persones, la mediana anual d'ingressos fiscals per persona era de 23.214 €.

### Activitats econòmiques
Dels 59 establiments que hi havia el 2007, 1 era d'una empresa extractiva, 1 d'una empresa alimentària, 4 d'empreses de fabricació d'altres productes industrials, 9 d'empreses de construcció, 10 d'empreses de comerç i reparació d'automòbils, 8 d'empreses de transport, 6 d'empreses d'hostatgeria i restauració, 4 d'empreses d'informació i comunicació, 3 d'empreses financeres, 1 d'una empresa immobiliària, 4 d'empreses de serveis, 2 d'entitats de l'administració pública i 6 d'empreses classificades com a «altres activitats de serveis».
Dels 13 establiments de servei als particulars que hi havia el 2009, 1 era una oficina de correu, 2 tallers de reparació d'automòbils i de material agrícola, 1 paleta, 1 fusteria, 2 electricistes, 2 perruqueries i 4 restaurants.
Dels 2 establiments comercials que hi havia el 2009, 1 era una botiga de menys de 120 m² i 1 una joieria.
L'any 2000 a Belloy-en-France hi havia 9 explotacions agrícoles.

## Equipaments sanitaris i escolars
El 2009 hi havia 1 hospital de tractaments de mitja durada (seguiment i rehabilitació) i 1 farmàcia.
El 2009 hi havia 1 escola maternal i 1 escola elemental.

## Poblacions més properes
El següent diagrama mostra les poblacions més properes.